# Lophoptera exalbata
Lophoptera exalbata är en fjärilsart som beskrevs av W. Warren 1913. Lophoptera exalbata ingår i släktet Lophoptera och familjen nattflyn. Inga underarter finns listade i Catalogue of Life.